# Banaroo
I Banaroo sono stati un gruppo pop tedesco attivo negli anni 2000 e per un breve periodo nel 2013.
Il gruppo ha avuto successo tra il 2005 e l'anno seguente in paesi come Germania, Austria e Svizzera grazie a singoli come Dubi Dam Dam, la loro canzone più nota.

## Storia del gruppo
Nati e promossi la primavera del 2005 dal reality show televisivo tedesco Banaroo: Das Star-Tagebuch, i Banaroo vennero scritturati dalla Sony BMG ed esordirono con il primo singolo Dubi Dam Dam, che fu anche il loro maggiore successo in quanto riuscì ad entrare nella top 5 di Germania, Austria e Svizzera. Secondo Piero Scaruffi, che elogia la traccia (la considera infatti la migliore traccia dell'anno), si tratta di uno degli «inni dance-pop più dementi di sempre». Alla fine dello stesso anno, uscirono i due primi album in studio del gruppo tedesco Banaroo's World e Christmas World. Ad essi seguì, la primavera del 2006, Amazing, l'ultimo loro album entrato in classifica. I loro album contengono singoli come Space Cowboy, Coming Home for Christmas e Uh Mamma.
I Banaroo continuarono a pubblicare altri album e canzoni senza però avere lo stesso successo e si sciolse nel medesimo decennio. Si riformarono con una formazione completamente nuova nel 2013 per poi sciogliersi lo stesso anno.

## Formazione

### Ultima formazione
- Doro Farkas – voce
- Alvin Philipps – voce
- Laura Luppino – voce
- Daniel Langer – voce

### Ex membri
- Robbert "Bobby" Dessauvagie – voce
- Stefanie "Steffy" Dreyer – voce
- Kathrin "Cat" Geißler – voce
- Vittorio "Vito" Magro – voce

## Discografia

### Album
- 2005 - Banaroo's World
- 2005 - Christmas World
- 2006 - Amazing
- 2007 - Fly Away
- 2013 - Bubblegum World

### Singoli
- 2005 - Dubi Dam Dam
- 2005 - Space Cowboy
- 2005 - Coming Home for Christmas
- 2006 - Uh Mamma
- 2006 - Sing and Move (La La La Laaaa)
- 2007 - Ba Yonga Wamba
- 2007 - I'll Fly Away
- 2013 - Dubi Dam Dam 2013
- 2013 - Space Cowboy 2013

### Album compilation
- 2007 - The Best of Banaroo